# Los Angeles FC
Los Angeles Football Club is een Amerikaanse voetbalclub uit Los Angeles, Californië. De club komt uit in de Western Conference van de Major League Soccer sinds het seizoen 2017. Los Angeles FC speelt haar thuiswedstrijden in het BMO Stadium dat plaats biedt aan 22.000 toeschouwers.

## Geschiedenis

### Oprichting
Op 30 oktober 2014 werd bekendgemaakt dat er een nieuw team uit Los Angeles toe zou treden tot de Major League Soccer ter vervanging van het opgeheven Chivas USA. De werknaam, Los Angeles FC, werd op 15 september 2015 officieel bevestigd als naam van de nieuwe club. In juli 2017 werd voormalig bondscoach van Amerika Bob Bradley aangekondigd als de eerste hoofdtrainer van de club. Samen met general manager John Thorrington zou hij de selectie gaan samenstellen. Mexicaans international Carlos Vela werd op 11 augustus 2017 binnengehaald als eerste designated player van de club.
Los Angeles FC speelde op 4 maart 2018 haar eerste officiële wedstrijd. De wedstrijd werd met 0-1 gewonnen van de Seattle Sounders. Diego Rossi tekende voor het eerste competitieve doelpunt ooit, terwijl Vela zorgde voor de assist. Aan het eind van dezelfde maand, op 31 maart, leed de club haar eerste nederlaag door een 3-0 voorsprong weg te geven in de stadsderby tegen LA Galaxy. LAFC eindigde haar eerste reguliere seizoen als best presterende MLS-uitbreidingsteam ooit door 57 punten te verzamelen. Op 6 oktober 2018 wist de club zich voor het eerst voor de MLS Cup-playoffs te plaatsen. Hierin verloren ze in de eerste ronde van Real Salt Lake.

### Succesformule
Nadat de club in 2019 de MLS Supporters' Shield wist te winnen nam het in het seizoen 2020 voor het eerst deel aan de CONCACAF Champions League. Het toernooi werd stilgelegd vanwege de coronapandemie, maar nadat deze werd hervat wist het team door te dringen tot de finale. Het Mexicaanse Tigres UANL ging er uiteindelijk met de prijs vandoor nadat ze de finale met 2-1 wonnen.
LAFC kende een sterk seizoen in 2022 wat resulteerde in haar tweede MLS Supporters' Shield. Na door de playoffs te zijn gekomen versloeg het team Philadelphia Union in de finale van de MLS Cup. Sterspeler Gareth Bale scoorde de gelijkmaker in de 128e minuut, waarna Los Angeles de strafschoppen beter wist te nemen.
Het daaropvolgende seizoen mocht de club daardoor wederom deelnemen aan de CONCACAF Champions League. Na overwinningen op Alajuelense, Vancouver Whitecaps en Philadelphia Union bereikte het opnieuw de finale van het toernooi. Los Angeles FC werd gezien als de favoriet voor de titel, maar Club León wist beslag te leggen op de prijs. In de MLS reikte het team dat seizoen ook tot de finale, maar deze werd met 2-1 verloren van Columbus Crew.

## Erelijst
- MLS Cup

Winnaar:  2022 (1x)
Finalist: 2023 (1x)
- MLS Supporters' Shield

Winnaar: 2019, 2022 (2x)
- US Open Cup

Winnaar: 2024 (1x)
- CONCACAF Champions League

Finalist: 2020, 2023 (2x)
- Campeones Cup

Finalist: 2023 (1x)
- Leagues Cup

Finalist: 2024 (1x)

## Bekende (oud-)Wings

### Spelers
- Gareth Bale
- Denis Bouanga
- Maxime Chanot
- Giorgio Chiellini
- Laurent Ciman
- Mark Delgado
- Javairô Dilrosun
- Benny Feilhaber
- Olivier Giroud
- Odin Thiago Holm
- Hugo Lloris
- Andy Najar
- Lee Nguyen
- Sergi Palencia
- Diego Rossi
- Heung-min Son
- Cengiz Ünder
- Carlos Vela
- Kenneth Vermeer
- Walker Zimmerman

### Trainers
- Bob Bradley
- Steve Cherundolo